# Leucomeris
Leucomeris D.Don, 1825 è un genere di piante angiosperme dicotiledoni della famiglia delle Asteraceae.

## Descrizione
Habitus. Le specie di questo gruppo hanno un habitus perenne arbustivo o anche piccolo-arboreo.
Foglie. Le foglie lungo il caule sono disposte in modo alternato e sono picciolate. Le foglie sono semplici (intere o scarsamente seghettate). La forma della lamina è ampiamente da lanceolata a ellittica.
Infiorescenza. Le infiorescenze sono terminali e composte da capolini raccolti in dense formazioni cimose o panicolate o di tipo glomeruloso. I capolini, omogami, sono formati da un involucro a forma strettamente spiralata (obconica) composto da brattee (o squame) all'interno delle quali un ricettacolo fa da base ai fiori. Le brattee, persistenti e simili a foglie, disposte su 4 - 5 serie in modo embricato e scalate in altezza, sono di vario tipo e consistenza. Il ricettacolo, piatto, piccolo e scarsamente alveolato, è privo di pagliette a protezione della base dei fiori (ricettacolo nudo).
Fiori. I fiori sono tetraciclici (a cinque verticilli: calice – corolla – androceo – gineceo) e in genere pentameri (ogni verticillo ha 5 elementi). I fiori, isomorfi (tutti uguali), da 4 a 10, in generale sono ermafroditi (bisessuali) e fertili.
- Formula fiorale:

*/x K {\displaystyle \infty }, [C (5), A (5)], G 2 (infero), achenio
- Calice: i sepali del calice sono ridotti ad una coroncina di squame.
- Corolla: il colore delle corolle è bianco. La corolla è tubolare (actinomorfa) terminante con 5 profondi lobi, lunghi e ricurvi, talvolta fortemente attorcigliati.
- Androceo: l'androceo è formato da 5 stami con filamenti liberi e antere saldate in un manicotto circondante lo stilo.[10] Le antere in genere hanno una forma sagittata con appendici apicali laciniate. Le teche sono calcarate (provviste di speroni) e provviste di code lunghe e pelose. Talvolta le code sono connate tra di loro. Il polline normalmente è tricolporato a forma sferica (può essere microechinato).
- Gineceo: il gineceo ha un ovario uniloculare infero formato da due carpelli.[10]. Lo stilo è unico e con due stigmi e privo del nodo basale. Gli stigmi sono mediamente lunghi con terminazioni arrotondate (raramente acute) e ottuse. L'ovulo è unico e anatropo.

Frutti. I frutti sono degli acheni con pappo. La forma degli acheni varia da cilindrica a spiralata (raramente è compressa) con superficie percorsa da coste (o nervature longitudinali). Il carpoforo (o carpopodium) è uno stretto anello o corto cilindro appena visibile oppure è assente. L'endosperma è cellulare. Il pappo è formato da diverse setole disposte su 2 - 3 serie (le serie più esterne sono più corte), tutte sono piumose all'apice oppure sono scabre. Il pappo è direttamente inserito nel pericarpo o è connato in un anello parenchimatico posto sulla parte apicale dell'achenio.

## Biologia
- Impollinazione: l'impollinazione avviene tramite insetti (impollinazione entomogama tramite farfalle diurne e notturne).
- Riproduzione: la fecondazione avviene fondamentalmente tramite l'impollinazione dei fiori (vedi sopra).
- Dispersione: i semi (gli acheni) cadendo a terra sono successivamente dispersi soprattutto da insetti tipo formiche (disseminazione mirmecoria). In questo tipo di piante avviene anche un altro tipo di dispersione: zoocoria. Infatti gli uncini delle brattee dell'involucro si agganciano ai peli degli animali di passaggio disperdendo così anche su lunghe distanze i semi della pianta.

## Distribuzione e habitat
Le specie di questo gruppo sono distribuite in Asia (dall'India alla Cina meridionale).

## Tassonomia
La famiglia di appartenenza di questa voce (Asteraceae o Compositae, nomen conservandum) probabilmente originaria del Sud America, è la più numerosa del mondo vegetale, comprende oltre 23.000 specie distribuite su 1.535 generi, oppure 22.750 specie e 1.530 generi secondo altre fonti (una delle checklist più aggiornata elenca fino a 1.679 generi). Nel 2021 la famiglia è divisa in 16 sottofamiglie.

### Filogenesi
Questa genere è descritto all'interno della sottofamiglia Stifftioideae. La sottofamiglia Stifftioideae, nell'ambito della famiglia, occupa una posizione "basale" subito dopo la sottofamiglia Barnadesioideae e della recente sottofamiglia Famatinanthoideae. Questa sottofamiglia è probabilmente un "gruppo fratello" della sottofamiglia Mutisioideae. La sottofamiglia è formata da due tribù: Hyalideae e Stifftieae.
Il genere Leucomeris descritto da questa voce appartiene alla tribù Hyalideae. In particolare è a capo del "Leucomeris Clade" formato dai generi Leucomeris e Nouelia. Il clade è anche chiamato "Nouvelia Group" ed è caratterizzato da grandi arbusti, foglie a disposizione alternata, infiorescenze terminali solitarie o raggruppate, capolini omogami radiati o discoidi e fiori bilabiati o tubolosi.. Anche se in passato si è pensato di unire le specie dei due generi di questo clade, recenti studi hanno dimostrato alcune chiare divergenze tra i due generi (allopatriche e nel lignaggio genealogico) con storie filogenetiche (e filogeografiche) diverse.
In precedenti trattamenti questo genere era descritto all'interno della sottotribù "Gochnatiinae" (tribù "Mutisieae).
Il numero cromosomico delle specie di questo genere è: 2n = 54.

### Elenco specie
Questo genere comprende le seguenti 2 specie:
- Leucomeris decora Kurz
- Leucomeris spectabilis D.Don